# Aktywność fizyczna

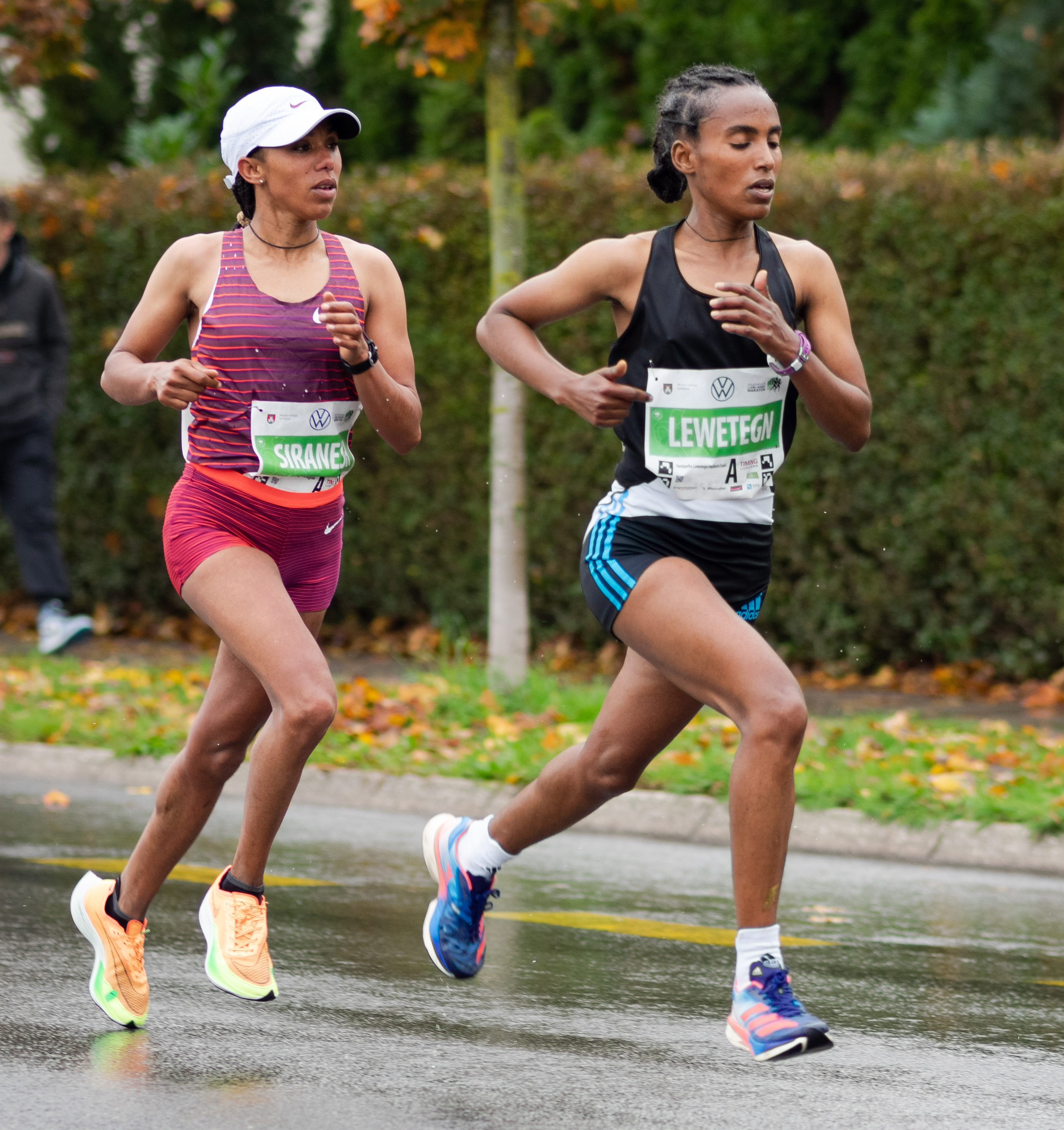
Aktywność celowa wymagająca większego wydatku energetycznego

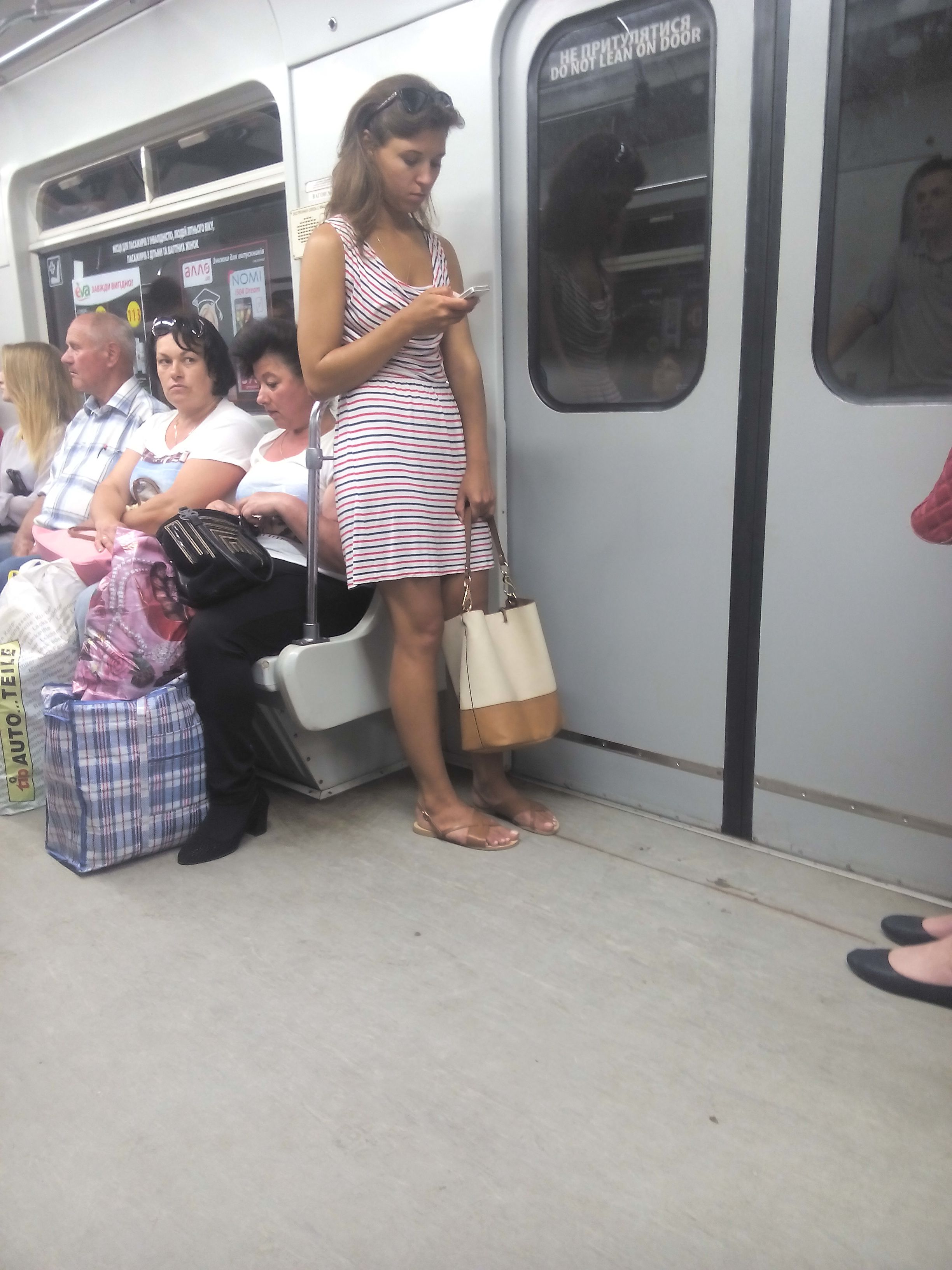
Aktywność codzienna wymagająca mniejszego wydatku energetycznego

Aktywność fizyczna – wszelkie ruchy ciała wykonywane za pomocą pracy aparatu mięśni szkieletowych, które wymagają wydatku energetycznego. Aktywność fizyczna obejmuje wszystkie formy ruchu, zarówno te, które są inicjowane celowo i wymagają większego wydatku energetycznego, takie jak jazda na rowerze, bieganie czy też ćwiczenia na siłowni, jak i te, które wynikają z codziennych czynności, takie jak chodzenie, sprzątanie czy aktywny transport i wymagają mniejszego wydatku energetycznego. Aktywność fizyczna ma pozytywny wpływ na zdrowie i samopoczucie, podczas gdy jej brak podnosi stopień ryzyka wystąpienia chorób niezakaźnych (NCD), otyłości, a także innych niekorzystnych efektów zdrowotnych. Zjawisko aktywności fizycznej może przebiegać na różnych poziomach intensywności.

## Główne rodzaje aktywności fizycznej

### Trzy główne rodzaje aktywności fizycznej to
1. aktywność aerobowa;
2. aktywność wzmacniająca mięśnie;
3. aktywność wzmacniająca kości

Dodatkowe aktywności takie jak ćwiczenia rozciągające lub poprawiające równowage, mają także swoje zastosowanie i wpływają pozytywnie na zdrowie.

### Aktywność aerobowa
Aktywność aerobowa angażuje duże grupy mięśniowe, takie jak mięśnie nóg oraz ramion i jest także określana mianem aktywności wytrzymałościowej. Podczas wykonywania tej aktywności serce przyspiesza swoją pracę, a oddech staje się bardziej intensywny. Regularny trening aerobowy pozwala poprawić kondycję serca oraz płuc. Przykłady takich aktywności to:
- aqua aerobik;
- pływanie;
- taniec towarzyski i aerobowy;
- sporty zespołowe;
- bieganie[4]

#### Aktywności aerobowe możemy podzielić ze względu na różne poziomy intensywności
| Poziom intensywności     | Rodzaje aktywności |
| ------------------------ | --- |
| Niska intensywność       | Codzienne czynności, które nie wymagają dużego wysiłku |
| Umiarkowana intensywność | Aktywności, które sprawiają, że serce, płuca oraz mięśnie pracują ciężej. Prowadzą do wzrostu tętna, a na skali zmęczenia od 0-10 odpowiadają one poziomowi 5-6. Osoba uprawiająca aktywność jest w stanie rozmawiać, lecz nie śpiewać |
| Wysoka intensywność      | Aktywności, które angażują serce, płuca oraz mięśnie w maksymalny sposób. Osoba uprawiająca aktywność nie jest w stanie płynnie prowadzić rozmowy, a na skali zmęczenia od 0-10 wskazuje poziom 7-8.                                   |

Aktywności o umiarkowanej i wysokiej intensywności są bardziej korzystne dla zdrowia serca, choć każda forma aktywności, nawet o niskiej intensywności, jest lepsza niż brak jakiejkolwiek aktywności. Poziom intensywności zależy od indywidualnej kondycji fizycznej – osoby mniej sprawne muszą włożyć więcej wysiłku w tę samą aktywność.

### Aktywność wzmacniająca mięśnie

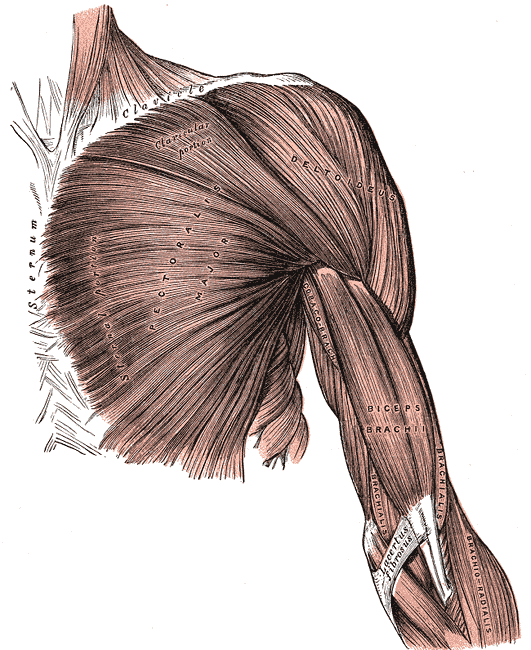
Mięśnie

Ćwiczenia wzmacniające mięśnie pomagają zwiększyć siłę, wytrzymałość oraz moc mięśni. Przykłady takich aktywności to:
- pompki;
- brzuszki;
- podnoszenie ciężarów;
- chodzenie po schodach;
- prace ogrodowe[6]

### Aktywność wzmacniająca kości

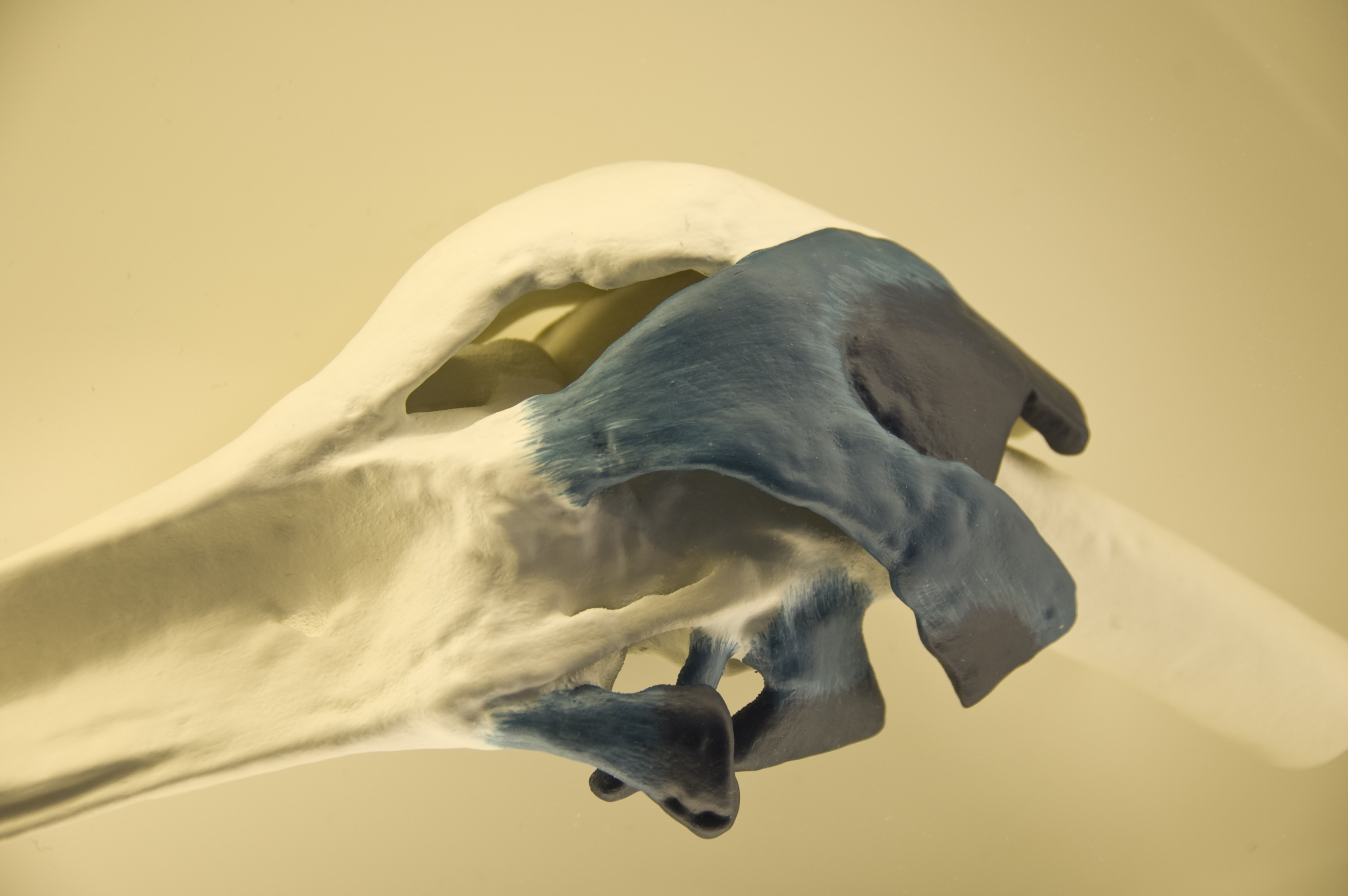
Kości

Aktywności wzmacniające kości polegają na tym, że podczas ich wykonywania stopy, nogi lub ręce utrzymują ciężar ciała, a mięśnie wywierają nacisk na kości, co pomaga je wzmocnić. Przykłady takich aktywności to:
- bieganie;
- skakanie na skakance;
- trening z obciążeniem;
- wskakiwanie na platformy;
- wspinaczka

Ćwiczenia wzmacniające mięśnie i kości mogą również mieć charakter aerobowy, jeśli zwiększają wysiłek serca i płuc. Na przykład, bieganie jest zarówno aktywnością aerobową, jak i wzmacniającą kości.

## Intensywność w aktywnościach fizycznych
Intensywność aktywności fizycznej odnosi się do wysiłku, jaki osoba musi włożyć w wykonywanie danej aktywności. W kontekście zdrowia i aktywności fizycznej wyróżnia się dwa kluczowe poziomy intensywności: umiarkowaną i wysoką. Oto przykłady:
| Poziom intensywności | Rodzaj aktywności fizycznej                                                         |
| -------------------- | ----------------------------------------------------------------------------------- |
| Umiarkowana          | - szybki chód; - pływanie rekreacyjne; - aktywna forma jogi; - tenis (gra podwójna) |
| Wysoka               | - bieganie; - energiczny taniec; - skakanka; - tenis (gra pojedyncza)               |

Intensywność aktywności fizycznej można określić w dwóch kategoriach:
1. Intensywność względna odnosi się do stopnia wysiłku, który dana osoba wkłada w wykonanie podanej aktywności fizycznej, zależnie od jej kondycji. Przykładowo, aktywność, która dla osoby o średniej wydolności jest bardzo wymagająca, może być stosunkowo łatwa dla osoby w doskonałej formie. W ocenie intensywności często stosuje się skalę od 0-10, gdzie 0 oznacza minimalny wysiłek (np. siedzenie), a 10 to maksymalny wysiłek fizyczny. Aktywności o umiarkowanej intensywności mieszczą się na poziomie 5-6, natomiast te o wysokiej intensywności zaczynają się od wartości 7 lub 8 na tej skali.
2. Intensywność bezwzględna odnosi się do ilości energii wydatkowanej podczas aktywności fizycznej, nie uwzględniając kondycji serca i płuc danej osoby. Mierzy się ją w jednostkach metabolizmu ekwiwalentnego zadania (MET). MET szacuje ilość tlenu zużywanego przez ciało podczas wykonywania aktywności fizycznej. Wraz z wiekszym wysiłkiem wartość MET rośnie. Jeden MET odpowiada zużyciu energii lub tlenu w czasie odpoczynku (np. podczas siedzenia). Aktywności fizyczne, które spalają od 3,9 MET do 5,9 MET, mają charakter umiarkowanej intensywności, a te, które spalają powyżej 6,0 MET, uznawane są za intensywne[9].

## Rekomendacje dotyczące aktywności fizycznej
Oto rekomendacje dotyczące częstotliwości uprawiania aktywności fizycznych podane dla różnych grup wiekowych przez Centers for Disease Control and Prevention (CDC):
| Wiek i stan zdrowia                                         | Zalecana ilość oraz rodzaj aktywności fizycznej |
| ----------------------------------------------------------- | --- |
| Dzieci w wieku przedszkolnym (3-5 lat)                      | Aktywność fizyczna w formie zabawy |
| Dzieci i młodzież (6-17 lat)                                | Co najmniej 60 minut umiarkowanej/wysokiej aktywności fizycznej dziennie Aktywność fizyczna w tym wieku powinna być różnorodna. W ramach tej godziny, osoby należące do tego przedziału, powinny przynajmniej 3 razy w tygodniu uprawiać: - Aktywność intensywną (piłka ręczna, koszykówka) - Aktywność wzmacniającą mięśnie (podciąganie, wspinaczka) - Aktywność wzmacniającą kości (akrobatyka, skakanie na skakance) |
| Dorośli (18-64 lat)                                         | Przynajmniej 150 minut tygodniowo umiarkowanej aktywności fizycznej Przynajmniej 2 razy w tygodniu aktywność fizyczna wzmacniająca mięśnie |
| Osoby 65+ lat                                               | Przynajmniej 150 minut tygodniowo umiarkowanej aktywności fizycznej Przynajmniej 2 razy w tygodniu aktywność fizyczna wzmacniająca mięśnie Ćwiczenia stabilizacyjne |
| Dorośli z przewlekłymi schorzeniami i niepełnosprawnościami | Przynajmniej 150 minut tygodniowo aktywności aerobowej o umiarkowanej intensywności Przynajmniej 2 razy w tygodniu aktywność fizyczna wzmacniająca główne partie mięśniowe |
| Kobiety w ciąży                                             | Przynajmniej 150 minut tygodniowo aktywności aerobowej o umiarkowanej intensywności w czasie ciąży i okresu poporodowego |

## Aktywność fizyczna jako terapia

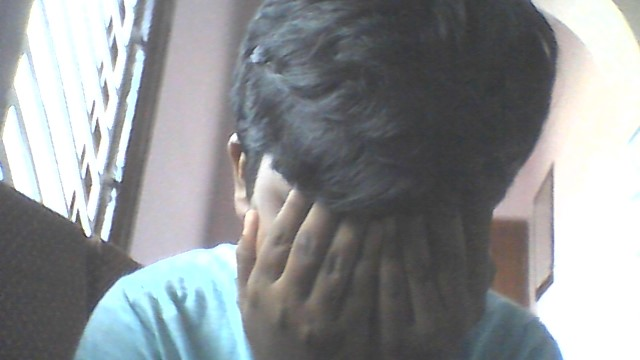
Depresja

Zaburzenia lękowe i depresyjne są poważnym problemem zdrowia publicznego, a zmiany w stylu życia, takie jak regularne ćwiczenia fizyczne, mogą mieć ogromny potencjał w ich zapobieganiu i leczeniu. Wzrasta liczba dowodów, które sugerują, że osoby aktywne fizycznie mają mniejsze ryzyko rozwoju depresji, a interwencje oparte na ćwiczeniach przynoszą znaczące korzyści pacjentom z łagodną lub umiarkowaną depresją oraz w leczeniu lęku. Wyniki te prowadzą do tezy, że ćwiczenia mogą stanowić alternatywę lub wsparcie dla tradycyjnych metod leczenia.

## Prewencja kontuzji podczas aktywności fizycznych
Nie da się uniknąć i całkowicie wykluczyć ryzyka kontuzji. Lecz przestrzeganie tych zasad pozwoli znacząco zmniejszyć ryzyko urazów takich jak: naciągnięcia mięśni, zapalenia ścięgien oraz wynikających z nadmiernego obciążenia.

### Rozgrzewka
Każdy zorganizowany trening powinien zaczynać się od rozgrzewki. Przygotowuje ona ciało do wysiłku fizycznego, zwiększając tętno i poprawia przepływ krwi do mięśni szkieletowych. Rozgrzewka powinna trwać co najmniej 5-10 minut i obejmować łagodny wysiłek aerobowy. Prawidłowa rozgrzewka powinna zawierać ruchy specyficzne dla wybranej aktywności, które odzwierciedlą resztę treningu ale w niższej intensywności.

### Schłodzenie
Schłodzenie natychmiast po treningu pomoże zmniejszyć opóźniony ból mięśniowy i wspomoże regenerację.

### Zdrowa dieta
Uzupełnieniem planu prewencji urazów jest zdrowa dieta oparta na pełnowartościowych produktach, zawierająca odpowiednią ilość makroskładników: białka, tłuszczu i węglowodanów. Równie ważne jest odpowiednie nawodnienie, które należy utrzymywać przed, w trakcie i po treningu, pijąc wodę i elektrolity.